# Mỏ khí đốt Xuân Hiểu

Mỏ khí đốt Xuân Hiểu (春晓) nằm về phía đông bờ biển tỉnh Chiết Giang và sát trung tuyến Nhật-Trung (đường màu đỏ) do Nhật Bản đề xuất. Phần màu xanh lá cây là trũng Okinawa.

Mỏ khí đốt Xuân Hiểu (tiếng Trung: 春晓油气田; Hán-Việt: Xuân Hiểu du khí điền; bính âm: Chūnxiǎo yóuqìtián, Nhật Bản còn gọi là mỏ khí đốt Shirakaba - 白樺) là một mỏ khí thiên nhiên ở biển Hoa Đông được cho là nằm trong vùng đặc quyền kinh tế của Cộng hòa Nhân dân Trung Hoa, nằm cách trung tuyến phân chia vùng đặc quyền kinh tế Nhật-Trung do Nhật Bản vạch ra khoảng 4 km. Mỏ khí đốt Xuân Hiểu là mỏ đầu tiên trong năm mỏ khí ở trũng Tây Hồ (tiếng Trung: 西湖凹陷) do Trung Quốc thăm dò; bốn mỏ còn lại là Bình Hồ (平湖), Thiên Ngoại Thiên (天外天), Tàn Tuyết (残雪) và Đoạn Kiều (断桥). CNOOC ước tính trữ lượng thuần của mỏ Xuân Hiểu là 3,8 triệu thùng dầu và 168,6 BCF khí thiên nhiên.
Mỏ khí nằm trong vùng đặc quyền kinh tế của Trung Quốc mặc dù Nhật Bản tin rằng có sự nối kết giữa mỏ này với các mỏ khí ở phía bên kia đường trung tuyến trong biển Hoa Đông do Nhật Bản đòi hỏi. Nhiều người Nhật Bản lo lắng Trung Quốc có thể hút về mình cả phần khí nằm bên phía Nhật Bản. Sau nhiều bàn bạc, hai bên đã đồng ý cùng khai thác mỏ này.

## Lịch sử
Năm 1995, Trung Quốc phát hiện mỏ khí thiên nhiên dưới biển Hoa Đông.
Tháng 5 năm 2003, Nhật Bản tuyên bố do mỏ Xuân Hiểu chỉ cách trung tuyến (do Nhật Bản vạch ra trên vùng chồng lấn của vùng đặc quyền kinh tế hai nước) chỉ có 5 km nên nếu Trung Quốc khai thác quy mô lớn thì có thể xảy ra tình trạng nước này hút cả phần khí ở bên phía Nhật Bản, gây phương hại lợi ích của họ. Do vậy, Nhật Bản phản đối hành động đơn phương của Trung Quốc và yêu cầu Trung Quốc dừng phát triển mỏ này. Tuy nhiên, Trung Quốc không công nhận "trung tuyến Nhật-Trung" (tiếng Trung: 日中中间线; Hán-Việt: Nhật Trung trung gian tuyến) mà cho rằng đường phân giới biển nên là trũng Okinawa. Ngày 19 tháng 8, CNOOC, Sinopec, Royal Dutch Shell và Unocal ký hợp đồng cùng khai thác dầu khí biển Hoa Đông, bao gồm cả mỏ Xuân Hiểu.
Ngày 22 tháng 6 năm 2004, Bộ trưởng Bộ Ngoại giao Trung Quốc Lý Triệu Tinh đề xuất với Bộ trưởng Bộ Ngoại giao Nhật Bản Kawaguchi Yoriko về việc hợp tác khai thác dầu khí biển Hoa Đông. Tuy nhiên thay vì đồng ý thì Kawaguchi yêu cầu Trung Quốc phải cung cấp dữ liệu chính xác về vị trí, độ sâu,... của những giếng dầu nước này đang khoan ở biển Hoa Đông, và Lý không cho biết thêm điều gì. Tháng 7, Nhật Bản điều tàu khảo sát đến khu vực nằm bên phía Nhật Bản của đường trung tuyến để thăm dò tài nguyên. Tháng 8, Hyundai Heavy Industries (Hàn Quốc) bắt đầu lắp đặt đường ống cho dự án với tổng chiều dài 470 km. Tháng 2 năm 2005, một lần nữa Nhật Bản hối thúc Trung Quốc ngừng tiến hành khai thác nhưng bị Trung Quốc thẳng thừng từ chối. Tháng 4, Chính phủ Nhật đồng ý cho các công ty tư nhân thăm dò dầu khí ở biển Hoa Đông.
Hoạt động khai thác của Trung Quốc bắt đầu từ ngày 28 tháng 1 năm 2006. Sau khi Unocal và Royal Dutch Shell rút lui vào năm 2004 thì CNOOC và Sinopec đồng sở hữu mỏ khí Xuân Hiểu.
Ngày 18 tháng 6 năm 2008, Người phát ngôn Bộ Ngoại giao Trung Quốc Khương Du tuyên bố hai nước đã đạt được đồng thuận về mặt nguyên tắc: ngoài việc Nhật Bản được chọn một lô dầu khí để cùng khai thác ở biển Hoa Đông thì các công ty Nhật Bản sẽ tuân thủ pháp luật Trung Quốc để cùng hợp tác khai thác mỏ Xuân Hiểu.